# Karen Valentine
Karen Lynne Valentine (n.  Sebastopol, California, EE. UU.; 25 de mayo de 1947) es una actriz estadounidense. Es conocida por su papel de la joven maestra idealista Alice Johnson en la serie de comedia dramática de ABC Room 222 de 1969 a 1974, por la que ganó el premio Primetime Emmy a la mejor actriz de reparto en una serie de comedia en 1970. Recibió en el mismo año un Globo de Oro en la misma serie. También fue nominada al premio en 1971 en esa misma serie.

## Vida y carrera
Karen Valentine nació en Sebastopol, California, el 25 de mayo de 1947 en una granja de pollos. Su abuelo era de origen portugués y era una muy buena alumna. Su mentor fue Michael Constantine. Hizo su debut en 1964 en el Show de Ed Sullivan, cuando era una concursante de "Miss Teenage America". Allí Ed Sullivan vio su talento, la llamó y expresó su deseo de tenerla en su programa. Desde entonces Valentine ha protagonizado innumerables producciones en el escenario y en la pantalla, incluida la aclamada serie Room 222 (1969) como estudiante de maestra Alice Johnson, por la que recibió un premio Emmy. A lo largo de los años ella ha protagonizado muchas películas hechas para televisión, episodios de series y especiales de variedades, así como varios largometrajes. 
Ha aparecido en programas de televisión y ha sido anfitriona invitada de Johnny Carson en The Tonight Show de Johnny Carson (1962). Además Karen Valentine ha aparecido ha aparecido en muchas producciones teatrales en todo el país, en Broadway y fuera de ella, así como en giras con compañías nacionales.

## Filmografía

### Cine
| Año  | Título                          | Título original             | Personajes        | Notas                  |
| ---- | ------------------------------- | --------------------------- | ----------------- | ---------------------- |
| 1972 | Las hijas de Joshua Cabe        | The Daughter of Joshua Cabe | Charity           | Película de televisión |
| 1973 | ¿Café, té o yo?                 | Coffee, Tea or Me?          | Carol Burnham     | Película de televisión |
| 1975 | Amigos inseparables             | Forever Young, Forever Free | Carol Anne        |                        |
| 1977 | Asesinato en los juegos         | Murder at the World Series  | Lois Marshall     | Película de televisión |
| 1978 | La herencia de los Bloodshy     | Hot Lead and Cold Feet      | Jenny             |                        |
| 1979 | Los aficionados de North Avenue | The North Avenue Irregulars | Jane              |                        |
| 1982 | Policía de a pie                | Muggable Mary, Street Cop   | Mary Glatzle      | Película de televisión |
| 1982 | La otra salida                  | Money on the Side           | Janice Vernon     | Película de televisión |
| 1983 | La quinta víctima               | Jane Doe                    | Victoria Schaffer | Película de televisión |
| 1984 | He's Fired, She's Hired         | He's Fired, She's Hired     | Annabelle Grier   | Película de televisión |
| 1988 | Papa y mamá vuelven a los 20    | Perfect People              | Margo             | Película de televisión |
| 1990 | Hurricane Sam                   | Hurricane Sam               | Jeanie Kelvin     | Película de televisión |
| 1995 | Los anillos del poder           | The Power Within            | Clyda Dryer       | Película para video    |
| 2004 | Trío                            | Wedding Daze                | Audrey Landry     | Película de televisión |

### Series
| Año       | Título   | Título original | Personajes    | Notas         |
| --------- | -------- | --------------- | ------------- | ------------- |
| 1969-1974 | Room 222 | Room 222        | Alice Johnson | 113 episodios |
| 1975      | Karen    | Karen           | Karen Angelo  | 13 episodios  |